# Bjurholm

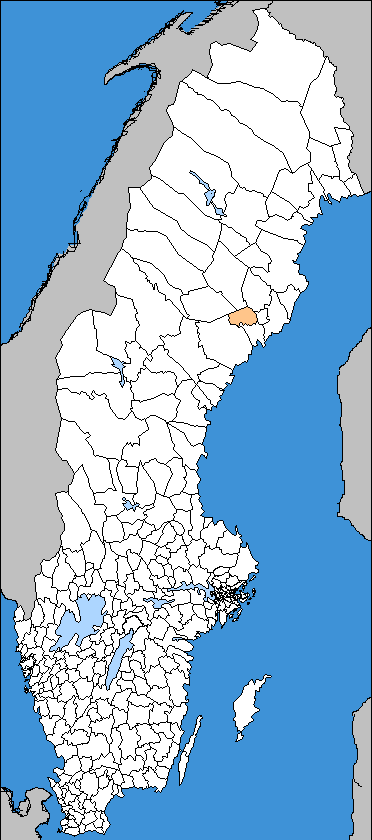
Bjurholm.

Bjurholm es un municipio de la provincia de Västerbotten, al norte de Suecia. Ocupa un área de 1316,9 kilómetros cuadrados. La capital es Bjurholm, con mil habitantes. 
Bjurholm es el municipio menos poblado de todos los de Suecia. Con una población total de 2695, 1397 son hombres y 1298 son mujeres. la densidad de población es de 2 habitantes por kilómetro cuadrado. La ciudad más cercana es Umeå a 60 kilómetros de distancia. 
Bjurholm formaba un solo municipio junto con Vännäs, hasta 1983 cuando se decidió volver a separarlos.